# 李月兒
李月兒（英語：Luna Li Yuet Yee，1994年8月22日—）是香港女性模特兒、演員兼瑜伽導師，屬Jamcast。她在香港理工大學酒店及旅遊業管理學院畢業，主修酒店管理系學士。她在2021年首次在電視演出，參演Viu網絡劇集《異數者》，同年參與ViuTV真人騷《賭命夫妻》而開始畀觀眾認識。

## 簡歷
李月兒曾就讀香港理工大學酒店及旅遊業管理學院酒店管理系。後來，被邀請做Jamcast旗下的模特兒。
李月兒擔任Lemon Drop Studio、Alittle Yoga Studio和Yoga Ground HK的瑜伽教師。

## 個人生活
李月兒的丈夫是伍俊匡。

## 演出

### 電視節目（ViuTV）
- 2021年：《賭命夫妻》參賽者
- 2021年：《囝囝女女730》第230集嘉賓
- 2022年：《MM730－娛論潮》第7集嘉賓

### 電視節目（HOY TV；前身「香港開電視」）
- 2022年：《疫境中的餐桌》第14集及第29集嘉賓
- 2023年：《女遊日本》主持
- 2023年：《我要做車手》參賽者

### 電視節目（香港電台電視部）
- 2022年：《醫家搞邊科（第一季）》第2集、第3集、第7集及第11集嘉賓

### 網絡劇（Viu）
- 2021年：《異數者》 飾演 阿曉

### 電台節目（叱咤903）
- 2021年：《公子會》12月18日嘉賓

### 廣告
- 2022年：《滙豐銀行》